# Jürgen Flemming
Jürgen Flemming (* 21. August 1920 in Friedrichshafen; † 24. Mai 2013 ebenda) war ein deutscher Politiker (FDP/DVP, SPD).

## Leben und Beruf
Flemming wurde 1921 als Sohn des Luftschiffers Hans Curt Flemming und seiner Frau Lisa in Friedrichshafen geboren. Nach dem Abitur 1938 an der Graf-Zeppelin-Oberschule in Friedrichshafen und dem Reichsarbeitsdienst nahm Flemming als Flaksoldat am Zweiten Weltkrieg teil. Er geriet gegen Kriegsende in französische Kriegsgefangenschaft. Nach der Freilassung aus der Gefangenschaft 1946 studierte Flemming an der Eberhard Karls Universität Tübingen Rechtswissenschaften. 1947 kam sein erster Sohn Hans-Curt Flemming in Friedrichshafen zur Welt. In Tübingen wurde Jürgen Flemming 1953 zum Doktor der Rechte promoviert. Ab 1953 arbeitete er als Rechtsanwalt in seiner Heimatstadt Friedrichshafen. Von 1949 bis 1955 war er Kreisvorsitzender des Verbandes der Kriegsbeschädigten, Kriegshinterbliebenen und Sozialrentner Deutschlands für den Bereich Tettnang-Bodensee.
Flemming war verheiratet und hatte vier Kinder, darunter den Mikrobiologen Hans-Curt Flemming.

## Politik
Flemming war zunächst Mitglied der FDP/DVP, für die er seit 1951 dem Friedrichshafener Gemeinderat angehörte. Vom 15. Oktober 1955, als er für den ausgeschiedenen Abgeordneten Hermann Saam nachrückte, bis zum Ende der ersten Wahlperiode 1956 gehörte er dem Baden-Württembergischen Landtag an. Ende der 1950er Jahre trat er zur SPD über. Dem Gemeinderat gehörte er bis 1967 an. Von 1960 bis 1969 gehörte er dem Kreistag des Landkreises Tettnang und nach der Gebietsreform ab 1971 dem Kreistag des Bodenseekreises an. Dort war er zeitweilig Vorsitzender der SPD-Fraktion.
Von 1967 bis 1984 war Flemming als Erster Bürgermeister der Stellvertreter des Oberbürgermeisters von Friedrichshafen. Zu seinen Hauptverdiensten gehört der Neubau des städtischen Krankenhauses, das 1975 eingeweiht wurde.

## Ehrungen
- Bundesverdienstkreuz am Bande (26. November 1980)[3]
- Ehrenzeichen des Deutschen Roten Kreuzes